# You Xiaodi
You Xiaodi (chiń. 尤晓迪; ur. 12 maja 1996) – chińska tenisistka.

## Kariera
W swojej karierze zdobyła sześć tytułów singlowych i osiemnaście deblowych w rozgrywkach ITF. 16 marca 2020 osiągnęła najwyższe w karierze – 166. miejsce w rankingu singlowym WTA Tour. W rankingu deblowym najwyżej klasyfikowana była 12 września 2016 – na 102. miejscu.
We wrześniu 2015 roku dotarła wraz z Xu Shilin do finału turnieju deblowego WTA w Kantonie. Chinki przegrały mecz o zwycięstwo z najwyżej rozstawionymi w turnieju Martiną Hingis i Sanią Mirzą wynikiem 3:6, 1:6.

## Finały turniejów WTA
| Legenda                     | Legenda |
| --------------------------- | ------- |
| Wielki Szlem                |         |
| Igrzyska olimpijskie        |         |
| WTA Tour Championships      |         |
| WTA Elite Trophy            |         |
| 2009 – 2020                 |         |
| WTA Premier Mandatory       |         |
| WTA Premier 5               |         |
| WTA Premier                 |         |
| WTA International Series    |         |
| WTA 125K series (2012–2020) |         |

### Gra podwójna 3 (0–3)
| Końcowy wynik | Nr | Data             | Turniej  | Nawierzchnia  | Partnerka     | Przeciwniczki              | Wynik finału   |
| ------------- | -- | ---------------- | -------- | ------------- | ------------- | -------------------------- | -------------- |
| Finalistka    | 1. | 26 września 2015 | Kanton   | Twarda        | Xu Shilin     | Martina Hingis Sania Mirza | 3:6, 1:6       |
| Finalistka    | 2. | 6 listopada 2016 | Zhuhai   | Twarda (hala) | Yang Zhaoxuan | Xu Yifan İpek Soylu        | 4:6, 6:3, 7–10 |
| Finalistka    | 3. | 29 lipca 2018    | Nanchang | Twarda        | Lu Jingjing   | Jiang Xinyu Tang Qianhui   | 4:6, 4:6       |

## Finały turniejów WTA 125

### Gra podwójna 3 (1–2)
| Końcowy wynik | Nr | Data              | Turniej      | Nawierzchnia | Partnerka     | Przeciwniczki                     | Wynik finału      |
| ------------- | -- | ----------------- | ------------ | ------------ | ------------- | --------------------------------- | ----------------- |
| Zwyciężczyni  | 1. | 10 września 2017  | Dalian       | Twarda       | Lu Jingjing   | Guo Hanyu Ye Qiuyu                | 7:6(2), 4:6, 10–5 |
| Finalistka    | 1. | 20 listopada 2022 | Buenos Aires | Ceglana      | Jang Su-jeong | Irina Bara Sara Errani            | 1:6, 5:7          |
| Finalistka    | 2. | 4 lutego 2023     | Cali         | Ceglana      | Kyōka Okamura | Katarzyna Kawa Weronika Falkowska | 1:6, 7:5, 6–10    |

## Finały turniejów ITF
| turnieje z pulą nagród 100 000 $ (W100)  |
| turnieje z pulą nagród 80 000 $ (W80)    |
| turnieje z pulą nagród 60 000 $ (W75)    |
| turnieje z pulą nagród 40 000 $ (W50)    |
| turnieje z pulą nagród 25/30 000 $ (W35) |
| turnieje z pulą nagród 15 000 $ (W15)    |
| turnieje z pulą nagród 10 000 $          |

### Gra pojedyncza 14 (6–8)
| Rezultat     |    | Data       | Turniej         | ($)    | Naw.           | Przeciwniczka      | Wynik            |
| Zwyciężczyni | 1. | 21/06/2015 | Anning          | 10 000 | Ceglana        | Sowjanya Bavisetti | 7:5, 6:3         |
| Zwyciężczyni | 2. | 06/09/2015 | Yeongwol        | 10 000 | Twarda         | Han Sung-hee       | 6:1, 6:3         |
| Zwyciężczyni | 3. | 13/09/2015 | Yeongwol        | 10 000 | Twarda         | Zhao Di            | 7:5, 6:2         |
| Finalistka   | 1. | 20/03/2016 | Nankin          | 10 000 | Twarda         | Liu Chang          | 6:4, 6:7(6), 1:6 |
| Finalistka   | 2. | 08/04/2018 | Nankin          | 15 000 | Twarda         | Gai Ao             | 6:3, 4:6, 0:6    |
| Zwyciężczyni | 4. | 30/06/2019 | Naiman Qi       | 25 000 | Twarda         | Gao Xinyu          | 6:3, 6:3         |
| Zwyciężczyni | 5. | 01/09/2019 | Jinan           | 60 000 | Twarda         | Kaylah McPhee      | 6:3, 7:6(5)      |
| Zwyciężczyni | 6. | 29/02/2020 | Rancho Santa Fe | 25 000 | Twarda         | Rebecca Šramková   | 6:4, 7:6(5)      |
| Finalistka   | 3. | 08/03/2020 | Las Vegas       | 25 000 | Twarda         | Robin Montgomery   | 6:2, 3:6, 4:6    |
| Finalistka   | 4. | 09/10/2022 | Hua Hin         | 25 000 | Twarda         | Bai Zhuoxuan       | 5:7, 4:6         |
| Finalistka   | 5. | 11/06/2023 | Luzhou          | 25 000 | Twarda         | Wang Yafan         | 5:7, 2:6         |
| Finalistka   | 6. | 16/07/2023 | Naiman Qi       | 25 000 | Twarda         | Li Zongyu          | 4:6, 2:6         |
| Finalistka   | 7. | 20/08/2023 | Nanchang        | 40 000 | Ceglana (hala) | Lanlana Tararudee  | 2:6, 3:6         |
| Finalistka   | 8. | 16/03/2025 | Shenzhen        | 40 000 | Twarda         | Guo Hanyu          | 4:6, 5:7         |

### Gra podwójna 28 (18–10)
| Rezultat     |     | Data       | Turniej             | ($)     | Naw.          | Partnerka        | Przeciwniczki                        | Wynik                |
| Finalistka   | 1.  | 01/08/2014 | Stambuł             | 10 000  | Twarda        | Gao Xinyu        | Mai Minokoshi Akiko Ōmae             | 6:3, 2:6, 4–10       |
| Zwyciężczyni | 1.  | 15/08/2014 | Stambuł             | 10 000  | Twarda        | Wang Yan         | Gao Xinyu Yang Zhaoxuan              | walkower             |
| Zwyciężczyni | 2.  | 27/09/2014 | Antalya             | 10 000  | Twarda        | Wang Yan         | Harriet Dart Jessica Simpson         | 6:1, 3:6, 10–8       |
| Zwyciężczyni | 3.  | 04/10/2014 | Antalya             | 10 000  | Twarda        | Ye Qiuyu         | Déborah Kerfs Camilla Rosatello      | 7:5, 2:6, 10–8       |
| Zwyciężczyni | 4.  | 11/10/2014 | Antalya             | 10 000  | Twarda        | Ye Qiuyu         | Kateřina Kramperová Daiana Negreanu  | 7:6(3), 5:7, 10–6    |
| Zwyciężczyni | 5.  | 20/03/2015 | Jiangmen            | 10 000  | Twarda        | Zhu Aiwen        | Xin Yuan Ye Qiuyu                    | 4:6, 7:5, 10–4       |
| Finalistka   | 2.  | 17/07/2015 | Tiencin             | 25 000  | Twarda        | Chen Jiahui      | Liu Wanting Lu Jingjing              | 7:6(4), 6:7(3), 4–10 |
| Finalistka   | 3.  | 06/09/2015 | Yeongwol            | 10 000  | Twarda        | Zhang Yukun      | Han Sung-hee Hong Seung-yeon         | 5:7, 6:3, 7–10       |
| Zwyciężczyni | 6.  | 03/10/2015 | Zhuhai              | 50 000  | Twarda        | Xu Shilin        | Irina Chromaczowa Emily Webley-Smith | 3:6, 6:2, 10–4       |
| Zwyciężczyni | 7.  | 05/02/2016 | Launceston          | 75 000  | Twarda        | Zhu Lin          | Nadija Kiczenok Mandy Minella        | 2:6, 7:5, 10–7       |
| Finalistka   | 4.  | 09/04/2016 | Kashiwa             | 25 000  | Twarda        | Zhu Lin          | Yang Zhaoxuan Zhang Kailin           | 5:7, 6:2, 9–11       |
| Zwyciężczyni | 8.  | 21/05/2016 | Zhengzhou           | 50 000  | Twarda        | Xun Fangying     | Akgul Amanmuradova Michaela Hončová  | 1:6, 6:2, 10–7       |
| Zwyciężczyni | 9.  | 02/07/2016 | Helsingborg         | 25 000  | Ceglana       | Tian Ran         | Cornelia Lister Anna Morgina         | 6:4, 6:3             |
| Zwyciężczyni | 10. | 19/11/2016 | Shenzhen            | 100 000 | Twarda        | Nina Stojanović  | Han Xinyun Zhu Lin                   | 6:4, 7:6(6)          |
| Zwyciężczyni | 11. | 08/04/2017 | Szarm el-Szejk      | 15 000  | Twarda        | Ana Veselinović  | Ola Abou Zekry Sandra Samir          | 6:3, 7:5             |
| Zwyciężczyni | 12. | 15/04/2017 | Szarm el-Szejk      | 15 000  | Twarda        | Ana Veselinović  | Laura-Ioana Andrei Melanie Klaffner  | 2:6, 7:5, 13–11      |
| Finalistka   | 5.  | 14/07/2017 | Naiman Qi           | 25 000  | Twarda        | Lu Jingjing      | Gao Xinyu Xun Fangying               | 7:6(5), 4:6, 8–10    |
| Zwyciężczyni | 13. | 10/08/2018 | Jinan               | 60 000  | Twarda        | Wang Xinyu       | Hsieh Yu-chieh Lu Jingjing           | 6:3, 6:7(5), 10–2    |
| Zwyciężczyni | 14. | 25/08/2018 | Tsukuba             | 25 000  | Twarda        | Akiko Ōmae       | Naiktha Bains Hiroko Kuwata          | 6:0, 7:6(4)          |
| Finalistka   | 6.  | 30/03/2019 | Kōfu                | 25 000  | Twarda        | Xun Fangying     | Chang Kai-chen Hsu Ching-wen         | 3:6, 4:6             |
| Zwyciężczyni | 15. | 11/05/2019 | Lu’an               | 60 000  | Twarda        | Beatrice Gumulya | Mai Minokoshi Erika Sema             | 6:1, 7:5             |
| Zwyciężczyni | 16. | 15/06/2019 | Hengyang            | 25 000  | Twarda        | Zhang Ying       | Sun Xuliu Zhao Qianqian              | 6:1, 6:0             |
| Finalistka   | 7.  | 29/02/2020 | Rancho Santa Fe     | 25 000  | Twarda        | Eudice Chong     | Kayla Day Sophia Whittle             | 2:6, 7:5, 7–10       |
| Finalistka   | 8.  | 23/01/2021 | Fudżajra            | 25 000  | Twarda        | Liang En-shuo    | Çağla Büyükakçay Viktorija Golubic   | 7:5, 4:6, 4–10       |
| Zwyciężczyni | 17. | 30/01/2021 | Andrézieux-Bouthéon | 60 000  | Twarda (hala) | Lu Jiajing       | Paula Kania-Choduń Katarina Zawacka  | 6:3, 6:4             |
| Finalistka   | 9.  | 17/06/2022 | Madryt              | 60 000  | Twarda        | Lu Jiajing       | Anna Danilina Anastasija Tichonowa   | 4:6, 2:6             |
| Finalistka   | 10. | 15/07/2023 | Naiman Qi           | 25 000  | Twarda        | Dang Yiming      | Feng Shuo Wu Meixu                   | 6:1, 3:6, 5–10       |
| Zwyciężczyni | 18. | 10/02/2024 | Burnie              | 60 000  | Twarda        | Tang Qianhui     | Ma Yexin Alana Parnaby               | 6:4, 7:5             |